# Riyal dell'Oman
Il rial (arabo: ريال, codice ISO 4217 OMR) è la valuta dell'Oman. Il rial è suddiviso in 1.000 baisa (translitterato anche baiza, arabo: بيسة).

## Storia
Prima del 1940 la rupia indiana e il Tallero di Maria Teresa (chiamato localmente rial) erano le principali monete che circolavano nel Sultanato di Mascate e Oman, come allora era chiamato lo stato; in particolare la rupia circolava lungo la costa ed il tallero nell'interno. Il tallero di Maria Teresa era valutato 230 paisa, e 64 paisa erano uguali ad una rupia.
Nel 1940 furono introdotte delle monete per l'uso in Dhofar, seguite nel 1946 da monete per l'uso in Oman. Entrambe le monete erano denominate in baisa (equivalente al paisa), con 200 baisa in un rial. La rupia indiane e, dal 1959, la rupia del Golfo continuarono a circolare.
Nel 1970 il rial Saidi (da non confondere con il rial saudita) divenne la valuta dell'Oman. Era uguale alla sterlina britannica e sostituiva la rupia del Golfo con un tasso di circa 21 rupie per un rial. Il nuovo rial era suddiviso in 1.000 baisa. Il rial dell'Oman sostituì il rial Saidi alla pari nel 1973. Il nome della valuta fu cambiato dopo il cambio di regime del 1970 e al susseguente cambiamento del nome del paese.

## Monete
Negli anni 1890 furono coniate monete da 1/12 e da 1/4 di anna (1/3 ed 1 paisa), battute specificamente per l'uso in Muscat ed Oman.
Nel 1940 furono coniate monete per l'uso in Dhofar con valori da 10, 20 e 50 baisa. Nel 1948 si aggiunsero monete da 1/2 rial, seguite da quelle da 3 baisa il 1959. Nel 1946 furono introdotti i pezzi da 2, 5 e 20 baisa per l'uso in Oman. Questi furono seguiti tra il 1959 ed il 1960 dalle monete da 3 baisa e da 1/2 ed 1 rial.
Nel 1970 fu introdotta la monetazione che serviva per tutto il Muscat ed Oman. Le monete erano da 2, 5, 10, 25, 50 e 100 baisa. Nel 1975 furono emesse le nuove monete con il nome di Oman. Le monete da 1/4 e 1/2 rial furono introdotte nel 1980. Le monete attualmente in circolazione sono:
- 5 baisa
- 10 baisa
- 25 baisa
- 50 baisa

Negli anni 1980 furono anche coniate monete da 100 baisa, 1/4 rial, e 1/2 rial in metallo non prezioso.

## Banconote
Il 1970 furono introdotte dal governo banconote con i tagli da 100 baisa e da 1/4, 1/2, 1, 5 e 10 rial saidi. Queste furono seguite nel 1973 dalle banconote da 100 baisa e da 1/4, 1/2, 1, 5 e 10 rial emesse dall'Oman Currency Board. Dal 1977 la Central Bank of Oman ha iniziato l'emissione di banconote con i tagli da 20 e 50 rial, seguite da quelli da 200 baisa nel 1985. I biglietti in circolazione sono:
- 100 baisa
- 200 baisa
- ½ rial
- 1 rial
- 5 rial
- 10 rial
- 20 rial
- 50 rial

## Tasso fisso di cambio
Dal 1973 al 1986 il rial ha avuto un tasso fisso di cambio con il dollaro statunitense di 1 rial = 2,895 dollari. Nel 1986 il tasso è stato portato a 1 rial = 2,6008 dollari, che si traduce circa in 1 dollaro = 0,384497 rial.
La Central Bank compra dollari U.S.A. a 0,384 rial e li vende a 0,385 rial.
Prima che Malta adottasse l'euro il 1º gennaio 2008, il rial era la quarta "valuta di maggior valore" dopo il dinaro kuwaitiano, la lira maltese ed il dinaro del Bahrain. Ora si colloca al terzo posto.